# Holly Golightly
Holly Golightly   (Londres, 7 de setembre de 1966), (nascuda Holly Golightly Smith) és una cantant i compositora britànica. La seua mare la va batejar com el personatge principal de l'Esmorzar al Tiffany's de Truman Capote. El seu estil musical va des del rock de garatge fins al rhythm-and-blues.

## Carrera musical
Mentre festejava amb Bruce Brand, el bateria de Thee Headcoats, va improvisar una actuació cantant amb la seua banda. Billy Childish, fundador dels Headcoats, la va afegir a la formació de The Delmonas, que va passar a anomenar-se Thee Headcoatees i eren principalment una banda de garatge que secundava els Thee Headcoats. El 1995 va començar la seua carrera en solitari, però va continuar sent un membre actiu de Thee Headcoatees fins que es van dissoldre el 1999. Per a la seua carrera en solitari, beu del rhythm-and-blues, el rockabilly i els sons dels anys seixanta o anteriors. Ha publicat tretze àlbums propis i ha col·laborat amb altres músics, com Billy Childish, Rocket from the Crypt i The White Stripes. Va interpretar dues cançons de la banda sonora de la pel·lícula Broken Flowers: There Is an End de The Greenhornes & Holly Golightly (que també es pot trobar a l'àlbum de Greenhornes Dual Mono) i Tell Me Now So I Know (que es troba a l'àlbum Truly She Is None Other), una cançó escrita originalment per Ray Davies.
Una altra de les característiques de la seua carrera musical és que arreplega antigues cançons poc conegudes que sovint versiona.

### Anys 2000

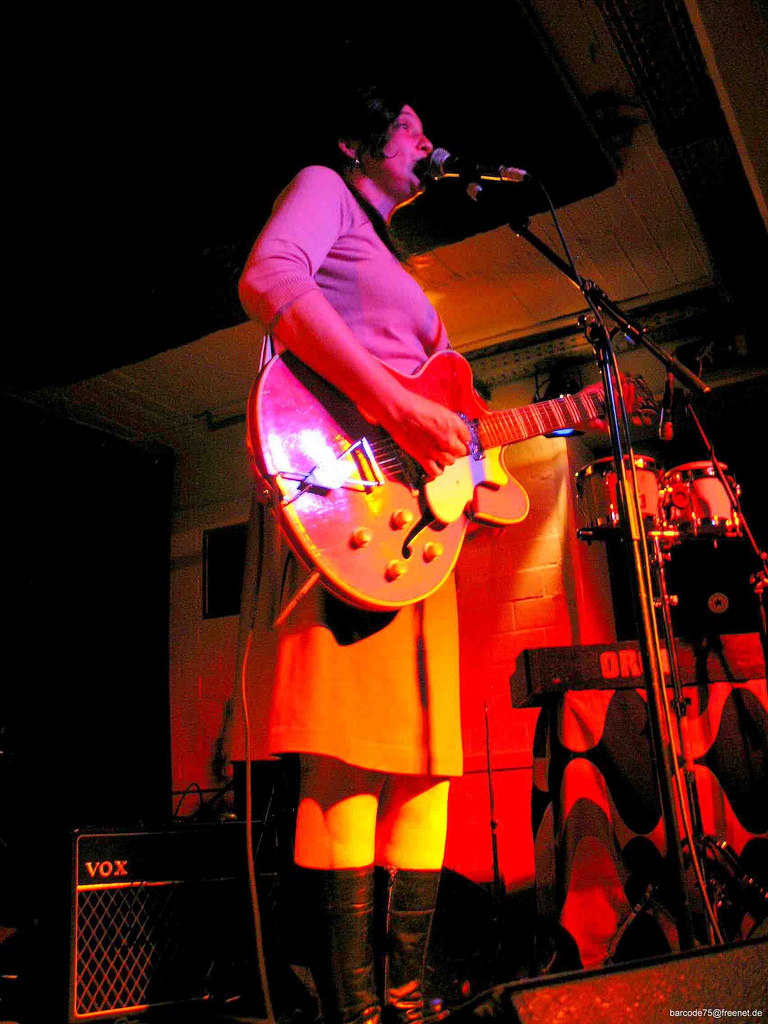
Actuació a Munster, 2005

Golightly va formar un duo a mitjans dels anys 2000, gravant cançons i fent extenses gires amb el seu company de banda, Lawyer Dave. Amb el nom de Holly Golightly and The Brokeoffs, van publicar cinc àlbums i un EP entre el 2007 i el 2012. El títol del seu primer àlbum, You Can't Buy A Gun When You're Crying, és una referència a un acudit del còmic Lord Carrett, que diu així: «vaig aprendre molt del meu segon matrimoni... He après que no et vendran una pistola si estàs plorant...». Holly Golightly & The Brokeoffs van ser guanyadors de la novena edició dels Independent Music Awards pel millor àlbum d'americana, Dirt Don't Hurt.
El 2003, Golightly va cantar amb The White Stripes en la cançó It's True That We Love One Another del seu quart àlbum, Elephant. Una cançó seua, Tell Me Now So I Know, fou el tema principal de la pel·lícula Flors trencades, de Jim Jarmusch.
La revista Time Out New York la va descriure com una «degana anglesa del rock de garage». El 2012 van publicar Sunday Run Me Over, el seu primer àlbum gravat íntegrament a sa casa, a la Geòrgia rural.

## Discografia

### LPs
- The Good Things (1995, Damaged Goods)
- The Main Attraction (1996, Damaged Goods)
- Laugh It Up (1996, Vinyl Japan)
- Painted On (1997, Sympathy for the Record Industry)
- Serial Girlfriend (1998, Damaged Goods)
- In Blood (1999, amb Billy Childish, Damaged Goods)
- God Don't Like It (2000, Damaged Goods)
- Live in America (2000, Majestic Twelve Records)
- Desperate Little Town (2001, amb Dan Melchior, Sympathy for the Record Industry)
- Truly She Is None Other (2003)
- Slowly but Surely (2004, Damaged Goods)
- Slowtown Now! (2015, Damaged Goods)
- Do The Get Along (2018, Damaged Goods)

#### Holly Golightly & the Brokeoffs
- You Can't Buy a Gun When You're Crying (2007)
- Nobody Will Be There (2007)
- Dirt Don't Hurt (2008)
- Medicine County (2010, Transdreamer Records)[6]
- No Help Coming (2011, Transdreamer Records)
- Long Distance (2012, Damaged Goods)
- Sunday Run Me Over (2012, Transdreamer Records)
- All Her Fault (2014, Transdreamer Records)
- Coulda Shoulda Woulda (2015, Transdreamer Records)
- Clippety Clop (2018, Transdreamer Records)

### Discos en directe i recopilacions
- Up the Empire (1998, en directe, Sympathy for the Record Industry)
- Live in America (2000)
- Singles Round-Up (2000, compilació, Damaged Goods)
- Down Gina's at 3 (2004, en directe)
- Live at Maxwell's 24 November 2004 (2004, en directe)
- My First Holly Golightly Album (2005, compilació amb huit cançons)
- Down The Line (2006, compilation, Damaged Goods)
- nobody will be there (Holly Golightly & The Brokeoffs, 2011, en directe, Damaged Goods)

### Singles, EPs
- Jiggy Jiggy with Holly Golightly EP (1994), Vinyl Japan
- "Virtually Happy" (1995), Damaged Goods
- Mary-Ann EP (1996), Vinyl Japan
- "No Big Thing" (1996), Hangman's Daughter
- "Girl in the Shower" (1996), Super Electro
- "Pinky Please Come Back" (1996), Super Electro
- "Come the Day" (1996), Damaged Goods
- "Believe Me" (1997), Sympathy for the Record Industry
- "Listen/Rain Down Rain" (1999), KRS
- "Walk a Mile" (2003), Damaged Goods
- "On the Fire" (2005), Damaged Goods
- "Christmas Tree on Fire" (2006), Damaged Goods
- "My 45" (2008), Damaged Goods (Holly Golightly & the Brokeoffs)
- "Devil Do" EP (2009), Transdreamer Records (Holly Golightly & the Brokeoffs)
- "Seven Wonders" (2015), Damaged Goods